# Shell-Haus

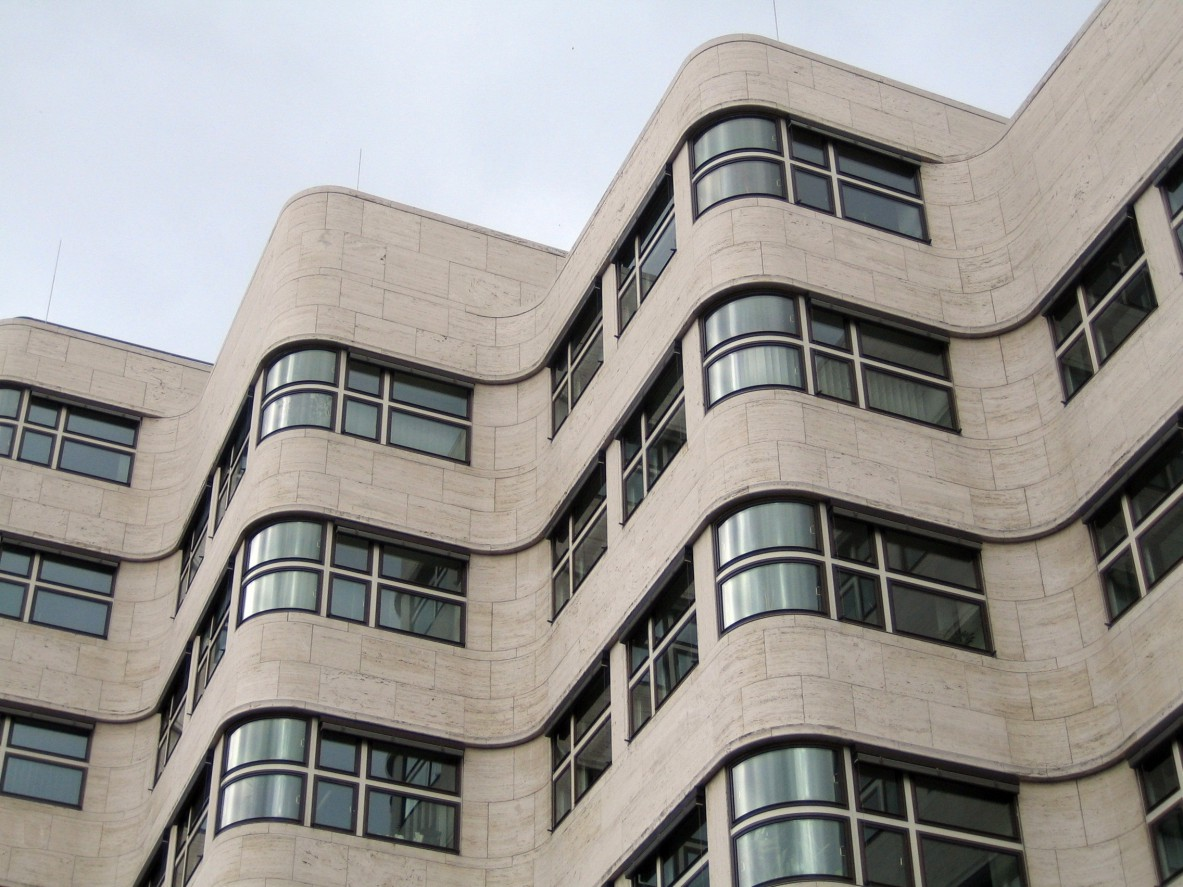
Particolare della facciata

Lo Shell-Haus (letteralmente: Edificio "Shell") è un edificio multipiano direzionale di Berlino, sito nel quartiere Tiergarten, lungo il Landwehrkanal.
Progettato dall'architetto Emil Fahrenkamp e costruito dal 1930 al 1931, costituisce uno degli esempi più interessanti di edifici terziari costruiti nella Repubblica di Weimar; appartiene al filone architettonico detto Neues Bauen, con echi dell'espressionismo.
L'edificio è costruito con struttura in acciaio, con pareti esterne rivestite in travertino. L'immagine si caratterizza particolarmente per la facciata sud, prospiciente il Landwehrkanal, scandita da un profilo a denti di sega arrotondati, e con fasce finestrate continue.
Dal 1965 al 1967 all'edificio venne aggiunta una nuova ala, sul lato nord, progettata da Paul Baumgarten e destinata ad ospitare gli uffici della BEWAG, che fu proprietaria del complesso fino al 1996; tale ala venne abbattuta dal nuovo proprietario nel 2000-2001 per fare spazio ad un albergo.